# Teletín
Teletín je vesnice, část obce Krňany v okrese Benešov. Nachází se asi 2 km na jih od Krňan. V roce 2009 zde bylo evidováno 150 adres.
Teletín je také název katastrálního území o rozloze 5,47 km².
K Teletínu patří osady nebo samoty Chlístov (východně od vsi poblíž PP Teletínský lom a Chlístovského rybníka), Bučina (západně od vsi, v sedle mezi vrchy Kolátov a Máj poblíž známé vyhlídky Máj) a Marš (severně od vsi, v údolí Krňanského potoka).

## Historie
První písemná zmínka o vesnici pochází z roku 1379.
Za druhé světové války se ves stala součástí vojenského cvičiště Zbraní SS Benešov a její obyvatelé se museli 15. září 1942 vystěhovat.

## Pamětihodnosti

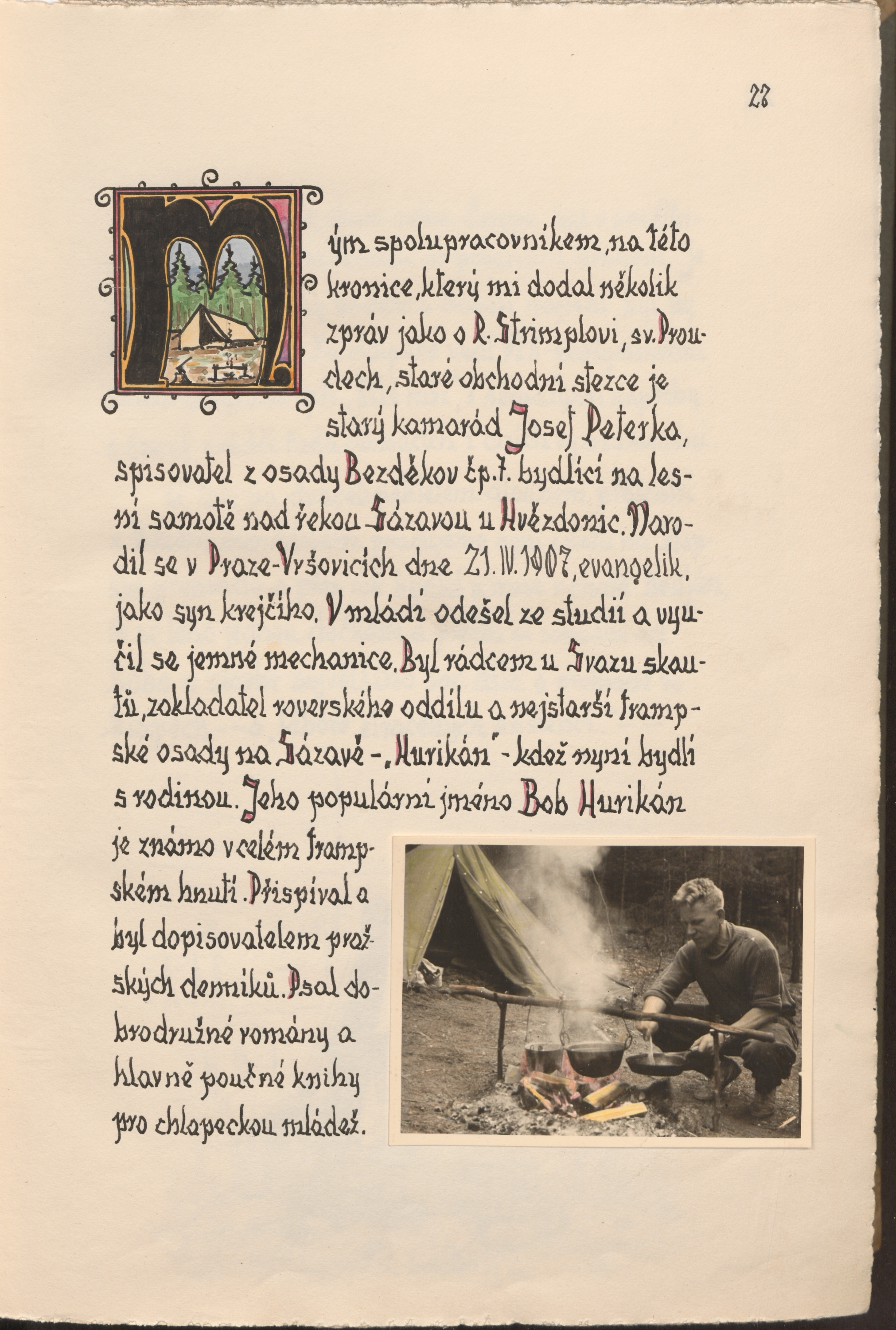
Kronika obce Teletín od Vladimíra Mühlbacha, 70. léta 20. století, medailon Josefa Peterky (Boba Hurikána) (SOkA Benešov)

- Kaplička se sochou svatého Jana Nepomuckého
- Přírodní památka Teletínský lom
- Vyhlídka Máj – skalní vyhlídka na meandry řeky Vltavy